# العلاقات البنمية السلوفينية
العلاقات البنمية السلوفينية هي العلاقات الثنائية التي تجمع بين بنما وسلوفينيا.

## مقارنة بين البلدين
هذه مقارنة عامة ومرجعية للدولتين:
| وجه المقارنة                                              | بنما                      | سلوفينيا                                                      |
| --------------------------------------------------------- | ------------------------- | ------------------------------------------------------------- |
| المساحة (كم2)                                             | 74.18 ألف                 | 20.27 ألف                                                     |
| عدد السكان (نسمة)                                         | 4.10 مليون                | 2.07 مليون                                                    |
| الكثافة السكانية (ن./كم²)                                 | 55.27                     | 102.12                                                        |
| العاصمة                                                   | بنما                      | ليوبليانا                                                     |
| اللغة الرسمية                                             | اللغة الإسبانية           | اللغة السلوفينية، اللغة الإيطالية، لغة مجرية                  |
| العملة                                                    | بالبوا بنمي، دولار أمريكي | يورو، تولار سلوفيني                                           |
| الناتج المحلي الإجمالي (بليون دولار)                      | 61.84 مليار               | 48.77 مليار                                                   |
| الناتج المحلي الإجمالي (تعادل القوة الشرائية) بليون دولار | 87.37 مليار               | 66.01 مليار                                                   |
| الناتج المحلي الإجمالي الاسمي للفرد دولار أمريكي          | 13.27 ألف                 | 20.73 ألف                                                     |
| الناتج المحلي الإجمالي للفرد دولار أمريكي                 | 20.89 ألف                 | 30.40 ألف                                                     |
| مؤشر التنمية البشرية                                      | 0.780                     | 0.880                                                         |
| رمز المكالمات الدولي                                      | +507                      | +386                                                          |
| رمز الإنترنت                                              | .pa                       | .si                                                           |
| المنطقة الزمنية                                           | 00                        | توقيت وسط أوروبا، ت ع م+01:00، ت ع م+02:00، أوروبا/ليوبليانا ‏ |

## منظمات دولية مشتركة
يشترك البلدان في عضوية مجموعة من المنظمات الدولية، منها:
| علم المنظمة | اسم المنظمة                               | تاريخ انضمام بنما | تاريخ انضمام سلوفينيا |
| ----------- | ----------------------------------------- | ----------------- | --------------------- |
|             | يونسكو                                    | 10 يناير 1950     | 27 مايو 1992          |
|             | الفريق المعني برصد الأرض                  | ?                 | ?                     |
|             | مؤسسة التمويل الدولية                     | 20 يوليو 1956     | 25 فبراير 1993        |
|             | المركز الدولي لتسوية المنازعات الاستشارية | 8 مايو 1996       | 6 أبريل 1994          |
|             | منظمة حظر الأسلحة الكيميائية              | ?                 | ?                     |
|             | مؤسسة التنمية الدولية                     | 1 سبتمبر 1961     | 25 فبراير 1993        |
|             | منظمة التجارة العالمية                    | ?                 | ?                     |
|             | وكالة ضمان الاستثمار متعدد الأطراف        | 21 فبراير 1997    | 19 مارس 1993          |
|             | الاتحاد البريدي العالمي                   | ?                 | ?                     |
|             | منظمة الشرطة الجنائية الدولية             | ?                 | ?                     |
|             | الأمم المتحدة                             | 13 نوفمبر 1945    | 22 مايو 1992          |
|             | الاتحاد الدولي للاتصالات                  | 14 يوليو 1914     | 16 يونيو 1992         |
|             | البنك الدولي للإنشاء والتعمير             | 14 مارس 1946      | 25 فبراير 1993        |

## وصلات خارجية
- موقع وزارة الخارجية البنمية
- موقع وزارة الخارجية السلوفينية